# Beyond: Two Souls
Beyond: Two Souls — відеогра у жанрі психологічного інтерактивного трилера, розроблена французькою компанією Quantic Dream і випущена Sony Computer Entertainment ексклюзивно для консолі PlayStation 3. Девід Кейдж, засновник і президент Quantic Dream, анонсував її під час пресконференції Sony на виставці Electronic Entertainment Expo 2012. Джоді Голмс, головну героїню, за допомогою motion capture зіграв Елліот Пейдж, для якого це перший досвід в ігровій індустрії. Також, одну з ролей зіграв Віллем Дефо, відомий стрічкою Людина-павук. Дебютний трейлер, що демонструє ігрову графіку, було показано впродовж пресконференції. Так само, як і Heavy Rain, попередня гра Quantic Dream, вона підтримує технологію PlayStation Move.
Відеогра вийшла 8 жовтня 2013 року на PlayStation 3 в Північній Америці, 9 жовтня 2013 року в Австралії, 11 жовтня 2013 року в Європі й 17 жовтня 2013 в Японії.
16 червня 2015 року було анонсовано перевидання гри на PlayStation 4.

## Розробка

Демонстрація зйомок гри.

Генеральний директор Quantic Dream, Девід Кейдж, уперше анонсував гру Beyond: Two Souls на пресконференції Sony під час Electronic Entertainment Expo 2012. Дебютний трейлер, що демонстрував ігровий процес, було показано під час пресконференції. На відміну від попередньої гри Quantic Dream, Heavy Rain, Beyond: Two Souls не буде сумісною з PlayStation Move. Актор Елліот Пейдж зазначив, що сценарій гри становить близько 2000 сторінок.
Beyond: Two Souls був останнім проєктом композитора Нормана Корбея, який помер 25 січня 2013 року від раку підшлункової залози. Композитор Лорн Балф, який написав саундтрек до Assassin's Creed III, замінив Корбея як композитора гри, після його смерті. Також, до проєкту в серпні 2013 року долучився Ганс Ціммер, однак не в ролі композитора, а продюсера.
Новий трейлер, що показував 35 хвилин ігрового процесу було випущено 27 квітня на 2013 Tribeca Film Festival, на якому, також, були присутні Еллен та Кейдж.

## Випуск
5 вересня 2013 року через PlayStation Blog було оголошено про демоверсію гри Beyond: Two Souls. Для Сполучених Штатів Америки вона вийшла 1 жовтня 2013, 2 жовтня для Європи, і 3 жовтня в Японії. Незважаючи на офіційний вихід демо, декілька користувачів платної підписки PlayStation Plus отримали його раніше, а саме 24 вересня 2013. GameStop надав обмежене число бета-ключів того ж дня, щоб дозволити гравцям зіграти в демоверсію до її офіційного релізу. Європейська версія гри зазнала певної цензури, аби отримати рейтинг 16+ замість 18+. Власне, у неї було внесено 2 зміни, що становить 5-10 секунд ігрового процесу.
25 травня 2020 року Quantic Dream повідомила, що відеогра разом з Heavy Rain (2010) та Detroit: Become Human (2018) буде випущена у Steam 18 червня 2020-го.

## Оцінки й нагороди
| Агрегатор    | Оцінка |
| ------------ | ------ |
| GameRankings | 72,54% |
| Metacritic   | 71/100 |

| Видання                   | Оцінка      |
| ------------------------- | ----------- |
| Edge                      | 5/10        |
| Electronic Gaming Monthly | 7,5/10      |
| Eurogamer                 | 6/10        |
| Game Informer             | 7,75/10     |
| GameRevolution            | 4/5 зірок   |
| GameSpot                  | 9,0/10      |
| GamesRadar+               | 3.5/5 зірок |
| GameTrailers              | 7,2/10      |
| GameZone                  | 7,5/10      |
| IGN                       | 6,0/10      |
| Joystiq                   | 2.5/5 зірок |
| Polygon                   | 8,0/10      |
| VideoGamer.com            | 4/10        |

Відеогра Beyond: Two Souls отримала змішані відгуки від критиків. Її рейтинг становить 72,54 % на сайті GameRankings і 71/100 на сайті Metacritic. Критики нахвалювали характер зображення багатьох акторів, у тому числі Джоді Голмс та чудову анімацію графіки у грі, однак скритикувавши відсутність значущої інтерактивності та взаємодії.